# 206-я истребительная авиационная дивизия
206-я истреби́тельная авиацио́нная диви́зия (206-я иад) — соединение Военно-Воздушных сил (ВВС) Вооружённых Сил РККА, принимавшее участие в боевых действиях Великой Отечественной войны.

## Наименования дивизии
- 206-я истребительная авиационная дивизия[1];
- 206-я штурмовая авиационная дивизия[1];
- 206-я штурмовая авиационная Мелитопольская дивизия (06.11.1943 г.)[1];
- 206-я штурмовая авиационная Мелитопольская Краснознамённая дивизия (24.05.1944 г.)[1];
- 206-я истребительно-бомбардировочная авиационная Мелитопольская Краснознамённая дивизия (01.04.1955 г.)[1];
- Войсковая часть (Полевая почта) 23244[1].

## История и боевой путь дивизии

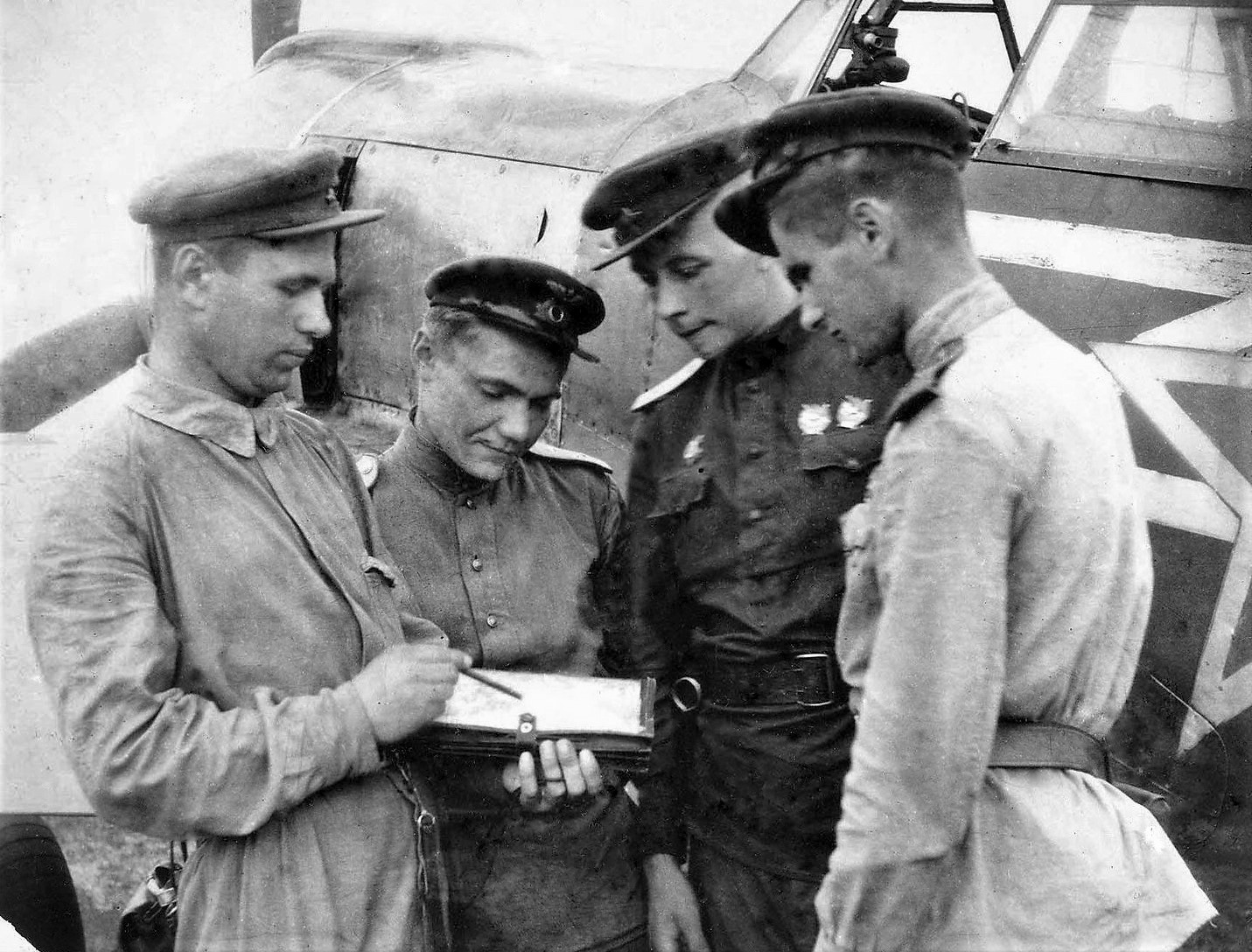
Лётчики 1-й эскадрильи 31-го ИАП. Слева направо: командир эскадрильи старший лейтенант Н. М. Скоморохов, лейтенант Б. С. Горьков, лейтенант В. В. Кирилюк и лейтенант В. И. Калашонок.

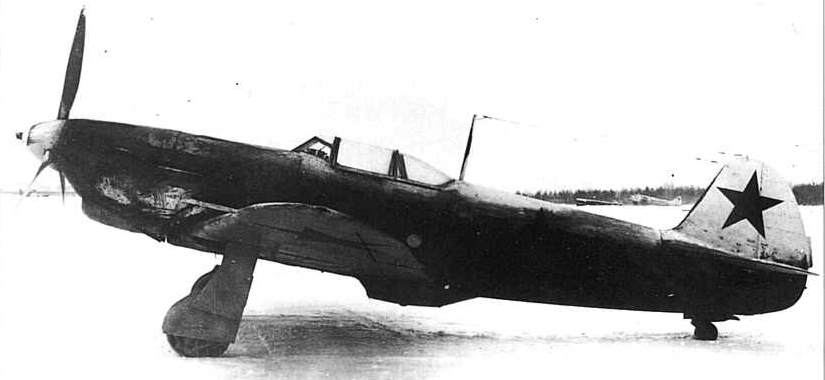
Самолеты Як-1 стояли на вооружении трёх полков дивизии.

206-я истребительная авиационная дивизия сформирована 13 мая 1942 года Приказом НКО СССР № 0082 от 5 мая 1942 года и приказом Брянского фронта № 0024 от 05.05.1942 г. на базе Управления Военно-воздушных сил 40-й армии. В состав дивизии вошли:
- 31-й истребительный авиационный полк (20 ЛаГГ-3, аэродром Кшень);
- 515-й истребительный авиационный полк (20 Як-1, Старый Оскол);
- 876-й истребительный авиационный полк (20 Як-1, Старый Оскол).

Приказом командующего ВВС КА от 1 июня дивизия вошла в подчинение 8-й воздушной армии Юго-Западного фронта и перебазировалась из г. Старый Оскол в Уразово, 31-й иап -на аэродром Уразово, а 515-й и 876-й авиаполки — на аэродром Песчанка.
13 июня 1942 года в состав дивизии вошел 427-й истребительный авиационный полк на 20 Як-1, полк перебазировался на аэродром Песчанка. После перебазирования на харьковское направление дивизия начала боевые действия за завоевание господства в воздухе, по прикрытию штурмовой и бомбардировочной авиации, выполнения воздушной разведки в районах Волчанска, Белгорода, Чугуева, Харькова, Печенегов, Изюма, Барвенково, Белого Колодезя. Особо сильными были воздушные бои, начавшиеся с переходом противника в наступление, в день проводилось по 7 — 10 воздушных боев с участием от 65 до 100 самолётов. С 1 июня по 12 июля дивизией было сбито 30 самолётов противника и 17 подбито, при атаке аэродрома Граково было уничтожено 8 самолётов на земле. Свои потери составили 24 самолёта сбитыми и 10 подбитыми.
В период боев на харьковском направлении дивизия базировалась на аэродромах: Уразово, Острогожск, Лосево, Новомеловатка, Воробьевский.
Но основании директивы заместителя НКО по авиации № ОРГ/14 от 11 июля 1942 года дивизия была преобразована в 206-ю штурмовую авиационную дивизию. 31-й истребительный авиационный полк передан в оперативное подчинение 228-й штурмовой авиадивизии, 515-й истребительный авиационный полк — в оперативное подчинение 221-й бомбардировочной авиадивизии, 876-й и 427-й истребительные полка отправлены в тыл на переукомплектование. Управление дивизии перебазировалось в Сталинград.
В составе действующей армии дивизия находилась с 13 мая 1942 года по 14 июля 1942 года.

## Командир дивизии
| Звание    | Имя                         | Период                               | Примечание                    |
| --------- | --------------------------- | ------------------------------------ | ----------------------------- |
| Полковник | Срывкин Владимир Алексеевич | 13 мая 1942 года — 14 июля 1942 года | назначен командиром 206-й щад |

## В составе объединений
| Дата            | Фронт (округ)        | Армия               | Корпус | Примечания |
| --------------- | -------------------- | ------------------- | ------ | ---------- |
| 13.05.1942 года | Брянский фронт       | 2-я воздушная армия | -      | -          |
| 01.06.1942 года | Юго-Западный фронт   | 8-я воздушная армия | -      | -          |
| 12.07.1942 года | Сталинградский фронт | 8-я воздушная армия | -      | -          |

## Части и отдельные подразделения дивизии
Боевой состав дивизии претерпевал изменения, в её состав входили полки:
| Период                        | Части                                 |
| ----------------------------- | ------------------------------------- |
| 13.05.1942 г. — 13.07.1942 г. | 515-й истребительный авиационный полк |
| 16.05.1942 г. — 13.07.1942 г. | 31-й истребительный авиационный полк  |
| 19.05.1942 г. — 13.07.1942 г. | 876-й истребительный авиационный полк |
| 13.06.1942 г. — 13.07.1942 г. | 427-й истребительный авиационный полк |

## Участие в операциях и битвах
- Харьковская операция (1942) — с 12 мая 1942 года по 25 мая 1942 года

## Статистика боевых действий
Всего за годы Великой Отечественной войны дивизией:

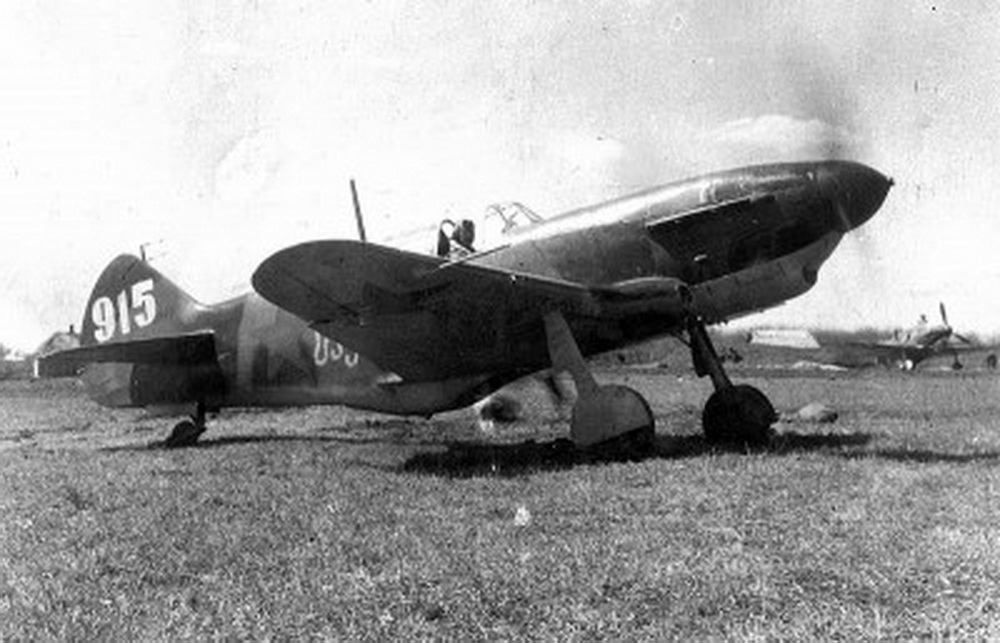
Самолетами ЛаГГ-3 был вооружен 31-й истребительный авиаполк.

| Выполнено боевых вылетов | Потеряно самолётов | Потеряно лётчиков |
| ------------------------ | ------------------ | ----------------- |
| 2479                     | 98                 | 39                |